# Hawker (Australia Południowa)
Hawker – miejscowość w Australii Południowej położona w rejonie Gór Flindersa ok. 365 km na północ od Adelaide.
Miasto stanowi ważną bazę turystyczną dla osób podróżujących do Gór Flindersa.
Od lat 80. XIX wieku do 1956 Hawker było jednym z przystanków dla transkontynentalnego pociągu Ghan, ale w 1956 trasa Ghana została przesunięta bardziej na zachód i pociąg nie przejeżdża już przez Hawker.